# Нижний Кожлаял
Нижний Кожлаял (мар. Ӱлыл Кожлаял) — деревня в Новоторъяльском районе Республики Марий Эл. Входит в состав Чуксолинского сельского поселения.

## География
Находится в северо-восточной части республики Марий Эл на расстоянии приблизительно 12 км по прямой на юго-восток от районного центра посёлка Новый Торъял.

## История
Известна с 1884 года, когда селение в составе Ядыкбелякского района Кораксолинской волости Уржумского уезда Вятской губернии, все жители черемисы. Насчитывалось 28 дворов, 147 жителей. В 1925 году здесь проживало 115 человек, все мари. В советское время работали колхозы «Ужара» и «У илыш».

## Население
Население составляло 55 человек (мари 89 %) в 2002 году, 52 в 2010.